# دهستان ارم
ارم، دهستانی است از توابع بخش ارم شهرستان دشتستان در استان بوشهر ایران.

## جمعیت
براساس سرشماری سال ۱۳۸۵ جمعیت آن ۶٬۱۱۶ نفر (۱٬۲۱۷ خانوار) بوده‌است.